# Gerardo D'Ambrosio
Gerardo D'Ambrosio (né le 29 novembre 1930 à Santa Maria a Vico, Campanie et mort le 30 mars 2014  à Milan) est un ancien magistrat et un homme politique italien.

## Biographie
Gerardo D'Ambrosio est un ancien magistrat qui, en 1972, avec des collègues Emilio Alessandrini (tué par Prima Linea en 1979) et Luigi Fiasconaro, rouvrent  l'enquête  sur l'Attentat de piazza Fontana mettant l'accent sur les néo-fascistes et les services secrets italiens (piste qui, en 2005, a été confirmée par un jugement définitif). Pour cette raison, et à cause de son appartenance à l'actuel Magistrature démocratique, il a été marqué comme « communiste », mais plus tard a été appelé « fasciste » pour avoir disculpé Pino Rauti (chef de le Mouvement Politique Ordre Nouveau) accusé d'assassinat, et d'avoir clos (en 1975) l'enquête sur la mort de Giuseppe Pinelli (cheminot et militant anarchiste italien, mort le 15 décembre 1969) indiquant qu'il est mort d'une maladie, et d'absoudre ainsi le commissaire Luigi Calabresi (accusé par une campagne de presse de la gauche et abattu devant son domicile de la métropole lombarde le 17 mai 1972).
De 1981 à 1989, il a travaillé au tribunal d'instance à Milan comme sous-procureur général : il a mené les enquêtes relatives aux infractions de Banco Ambrosiano, qui a vu comparaître, entre autres défendeurs, Roberto Calvi.
En 1989, il a été choisi pour diriger le département contre le crime organisé et depuis 1991 il a dirigé le département spécial portant sur les crimes contre l'administration publique. En 1992, il est entré dans l'équipe de Mani pulite, pour y devenir coordinateur de l'enquête.
De 1999, il entre à la tête du bureau du procureur général jusqu'à sa retraite en 2002.
Il est également sénateur de 2006 à 2013 par les Démocrates de gauche (2006-2007) et le Parti démocrate (2007-2013).
Il est mort en 2014 d'insuffisance cardio-respiratoire.

## Œuvres
- La giustizia ingiusta, Milano, Rizzoli, 2005.  (ISBN 88-17-00560-6).
- Il Belpaese. L'Italia che ho vissuto raccontata agli italiani che verranno, Milano, Carte scoperte, 2011.  (ISBN 978-88-7639-057-9).